# Carl Frederik von Breda

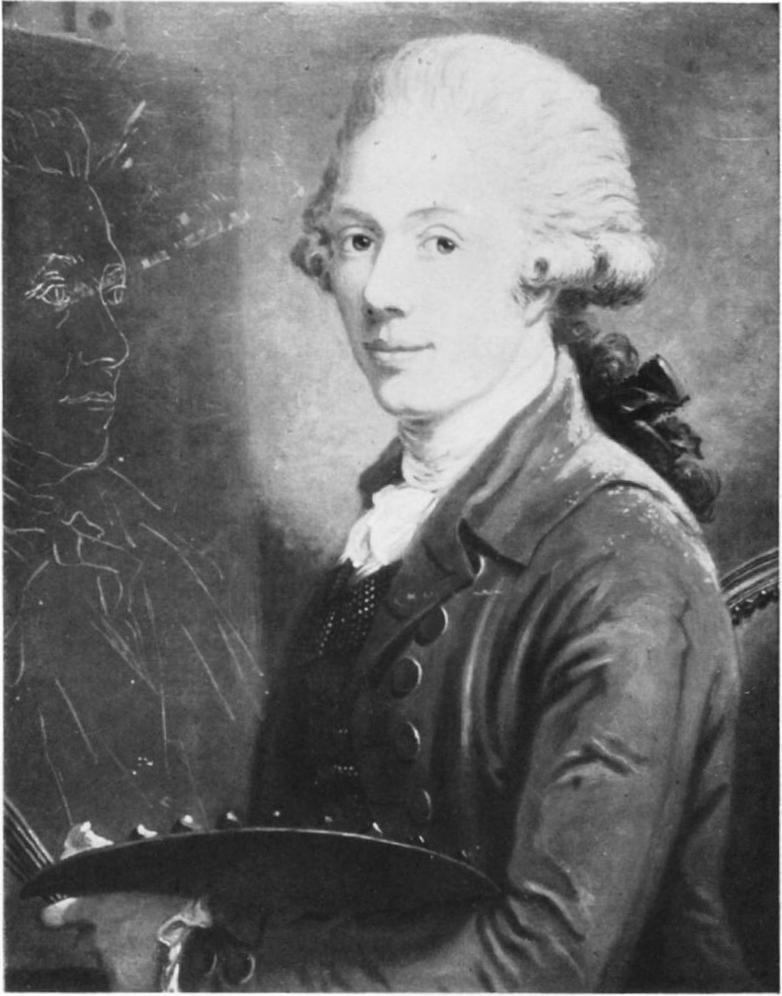
Carl Frederik von Breda, Selbstporträt anno 1793

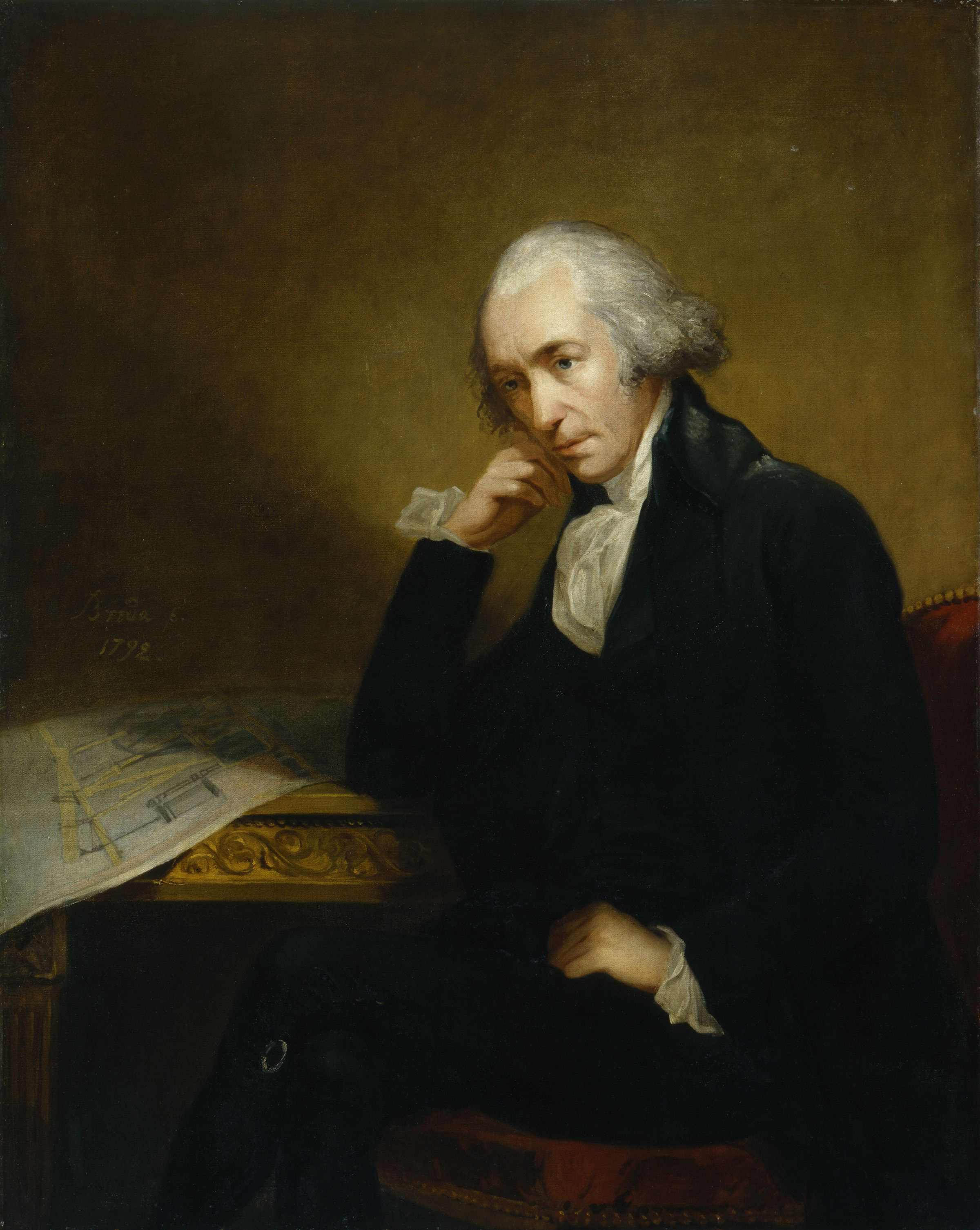
James Watt, 1792 porträtiert von Carl Frederik von Breda. National Portrait Gallery, London

Carl Frederik von Breda, auch Carl Fredric von Breda (* 16. August 1759 in Stockholm; † 1. Dezember 1818 ebenda), war ein schwedischer Porträtmaler.

## Leben
Carls Frederik Bredas Urgroßvater, der Porträtmaler Pieter von Breda, wanderte in den 1670er Jahren aus Brabant nach Schweden ein und ließ sich in Stockholm nieder. Dessen Sohn Lukas von Breda (Carls Großvater, 1676–1752) war ein erfolgreicher Maler. Dessen Sohn, der Dispacheur und Kunstsammler Lucas von Breda (1726–1799), heiratete 1753 Johanna Cornelia Piper. Beider Sohn Carl studierte ab 1778 an der Kunstakademie Stockholm bei Lorenz Pasch dem Jüngeren Porträtmalerei. 1780 gewann er an der Akademie seinen ersten Preis als Künstler. 1784 zeigte er an der Akademie neunzehn Gemälde und erhielt eine Goldmedaille. Im selben Jahr malte er Hedwig von Schleswig-Holstein-Gottorf (die Frau König Karls XIII.). Darauf porträtierte er den Kronprinzen Gustav Adolf und König Gustav III.
Vom Sommer 1787 bis zum Herbst 1796 arbeitete Carl Frederik von Breda als Porträtmaler in der Londoner St. James’s Street. Der Aufenthalt wurde lediglich durch einen Paris-Aufenthalt im Frühsommer 1792 unterbrochen. In den ersten Londoner Jahren machte er sich die Porträtierungstechniken Joshua Reynolds’ zu eigen. In England malte von Breda unter anderem die drei Abolitionisten Thomas Clarkson (1760–1846), James Ramsay (1733–1789) und Carl Bernhard Wadström (1746–1799).
1791 wurde von Breda Mitglied der Stockholmer Akademie, nachdem er ein Porträt Joshua Reynolds’ als Beweis seines Könnens vorgelegt hatte. Er blieb in England und weilte 1792 bei der Lunar Society in Birmingham. Dort malte er den schottischen Erfinder James Watt und den Industriellen Matthew Boulton. Weitere Persönlichkeiten, die der Lunar Society nahestanden und von dem schwedischen Künstler in England porträtiert wurden, sind der Botaniker William Withering und Mary Priestley, die Frau des Theologen und Naturwissenschaftlers Joseph Priestley.
1796 folgte von Breda einem Ruf der Stockholmer Akademie und lehrte in der Heimatstadt fortan als Professor. Die Jahre 1797 und 1798 waren für den Maler von Breda besonders ersprießlich. Unter anderem porträtierte er seinen Vater Lucas von Breda sowie den Prinzenerzieher und Vertreter des Aufklärungsgedankens Nils von Rosenstein. Das Porträt der italienischen Sängerin Teresa Vandoni an der Königlichen Oper Stockholm aus dem Jahr 1797 gilt als von Bredas Hauptwerk. 1812 wurde er von König Karl XIII. von Schweden geadelt.
Werke von Bredas hängen in der Londoner National Portrait Gallery, in der Washingtoner National Gallery of Art, im Ateneum in Helsinki, in Stockholm im Schwedischen Nationalmuseum, im Nordiska Museet und in der Kunstakademie sowie in Kunstmuseum Göteborg und in der Universitätsbibliothek Uppsala.
Carl Frederik von Breda hatte eine Schwester – Maria Charlotta (1762–1818). 1781 heiratete er Inga Christina Enquist (1758–1838). Das Paar bekam vier Kinder – Adolph (* 1785 in Stockholm; † 1832), Johan Fredrik (* 1788 in London; † 1835 in Stockholm), Jenny Elisabet Charlotta (* 1795 in London) und Christina Maria Jakobina (* 1799 in Stockholm). Von Breda erbte das Haus und die Kunstsammlung des Vaters. Sein gastfreies Haus wurde zu einem der Stockholmer kulturellen Treffpunkte. Der Sohn Johan Fredrik setzte nach dem Tode des Vaters dessen Werk fort.